# Tebello Ramakongoana
Tebello Ramakongoana (* 13. Oktober 1996 in Qacha’s Nek) ist ein lesothischer Leichtathlet, der sich auf den Langstreckenlauf spezialisiert hat.

## Sportliche Laufbahn
Tebello Ramakongoana begann im Alter von 15 Jahren mit dem Laufsport. Im Alter von 18 Jahren lief er seinen ersten Halbmarathon. Ab 2017 bestritt er seine ersten Wettkämpfe außerhalb seines Heimatlandes. Damals trat er zu mehreren Halbmarathons in Südafrika an und gewann in Qunu einen davon. 2018 steigerte er sich beim Halbmarathon von Port Elizabeth auf eine Zeit von 1:03:52 h. 2019 trat er in Südkorea erstmals außerhalb des afrikanischen Kontinents in einem Halbmarathon an, wobei er dort den vierten Platz belegte. 2020 wurde er lesothischer Meister im 10.000-Meter-Lauf. 2021 bestritt er in Kapstadt zum ersten Mal einen Marathon. Er benötigte 2:10:24 h für die Strecke und belegte damit den dritten Platz. Damit qualifizierte er sich für die Weltmeisterschaften 2022 in den USA. 
2022 lief er Anfang Juni in 1:01:23 h eine neue Halbmarathonbestzeit. Nur paar Tage später startete er im 10.000-Meter-Lauf bei den Afrikameisterschaften auf Mauritius. Dort belegte er den zwölften Platz. Einen Monat später ging er dann im Marathon bei den Weltmeisterschaften in Eugene an den Start. Bei seinem WM-Debüt kam er als 35. ins Ziel. Einen weiteren Monat später trat er im 5000-Meter-Lauf bei den Commonwealth Games in Birmingham an. Dort belegte er den 17. Platz. 2023 lief Ramakongoana im März beim Durban-Marathon in 2:10:10 h eine neue Bestzeit und qualifizierte sich damit für die Weltmeisterschaften im August in Budapest. Anfang Juni lief er 1:00:35 h lesothischen Nationalrekord im Halbmarathon. Kurz darauf gewann er bei den African Beach Games die Silbermedaille im 10-km-Lauf. Im August trat er bei den Weltmeisterschaften an. Dort lief er in 2:09:57 h eine neue Bestzeit, womit er den vierten Platz belegte.
2024 nahm er an den Olympischen Sommerspielen in Paris teil. Dort steigerte er seine Bestzeit um zwei Minuten auf 2:07:58 h, womit er den siebten Platz belegte.

## Wichtige Wettbewerbe
| Jahr                | Veranstaltung         | Ort                 | Platz               | Disziplin           | Zeit                |
| Startet für Lesotho | Startet für Lesotho   | Startet für Lesotho | Startet für Lesotho | Startet für Lesotho | Startet für Lesotho |
| ------------------- | --------------------- | ------------------- | ------------------- | ------------------- | ------------------- |
| 2022                | Afrikameisterschaften | Saint-Pierre        | 12.                 | 10.000 m            | 30:47,40 min        |
| 2022                | Weltmeisterschaften   | Eugene              | 35.                 | Marathon            | 2:12:35 h           |
| 2022                | Commonwealth Games    | Birmingham          | 17.                 | 5000 m              | 14:54,62 min        |
| 2023                | Weltmeisterschaften   | Budapest            | 4.                  | Marathon            | 2:09:57 h           |
| 2024                | Olympische Spiele     | Paris               | 7.                  | Marathon            | 2:07:58 h           |

## Persönliche Bestleistungen
Freiluft
- 10.000 m: 29:34,75 min, 16. Mai 2021, Gaborone
- Halbmarathon: 1:00:35 h, 3. Juni 2023, Gqeberha, (lesothischer Rekord)
- Marathon: 2:07:58 h, 10. August 2024, Paris, (lesothischer Rekord)

## Sonstiges
Tebello Ramakongoana wird vom US-Amerikaner James McKirdy trainiert, zu dem er während der Weltmeisterschaften 2022 Kontakt aufnahm. Ramakongoana ist verheiratet und hat mit seiner Frau einen Sohn, der 2022 geboren wurde.